# سبيشورن
سبيشورن (بالإنجليزية: Spechhorn)‏ هو أحد جبال سلسلة جبال الألب بينيني ويقع في كانتون فاليز في سويسرا. يحتل المرتبة رقم 143 في قائمة جبال سويسرا من حيث الارتفاع، إذ يبلغ ارتفاعه حوالي 3189 متر، بينما يبلغ ارتفاع نتوء الجبل 355 متر.